# Cafesópolis
Cafesópolis é um distrito do município brasileiro de Cafelândia, no interior do estado de São Paulo.

## História

### Formação administrativa
- Distrito criado pelo Decreto-Lei n° 14.334 de 30/11/1944, com o povoado de Cafesópolis mais terras do distrito de Inhema (atual Júlio Mesquita)[3].

## Geografia

### Demografia

#### População urbana
| Crescimento população urbana | Crescimento população urbana | Crescimento população urbana | Crescimento população urbana |
| Censo                        | Pop.                         |                              | %±                           |
| ---------------------------- | ---------------------------- | ---------------------------- | ---------------------------- |
| 1950                         | 236                          |                              | —                            |
| 1960                         | 168                          |                              | −28,8%                       |
| 1970                         | 96                           |                              | −42,9%                       |
| 1980                         | 105                          |                              | 9,4%                         |
| 1991                         | 38                           |                              | −63,8%                       |
| 2000                         | 29                           |                              | −23,7%                       |
| 2010                         | 26                           |                              | −10,3%                       |
| Fonte: IBGE e Fundação SEADE |                              |                              |                              |

#### População total
Pelo Censo 2010 (IBGE) a população total do distrito era de 104 habitantes.

### Área territorial
A área territorial do distrito é de 93,105 km².

### Rodovias
O principal acesso à Cafesópolis é a estrada vicinal (sem asfalto) que liga o distrito à Cafelândia.

## Serviços públicos

### Registro civil
Atualmente é feito na sede do município, pois o Cartório de Registro Civil das Pessoas Naturais do distrito foi extinto pelo  Tribunal de Justiça do Estado de São Paulo, e seu acervo foi recolhido ao cartório do distrito sede. Os primeiros registros dos eventos vitais realizados neste cartório são:
- Nascimento: 08/08/1945
- Casamento: 08/09/1945
- Óbito: 14/08/1945

### Saneamento
O serviço de abastecimento de água é feito pela Prefeitura Municipal de Cafelândia. 

### Energia
A responsável pelo abastecimento de energia elétrica é a CPFL Paulista, distribuidora do grupo CPFL Energia.

## Religião
O Cristianismo se faz presente no distrito da seguinte forma:

### Igreja Católica
- A igreja faz parte da Diocese de Lins[15].

### Igrejas Evangélicas
- Congregação Cristã no Brasil[16].